# Brit Award para Canção do Ano
O Brit Award para Canção do Ano (no original em inglês: Brit Award for Song of the Year) (anteriormente Brit Award para Single Britânico, no original em inglês: Brit Award for British Single) é um prêmio concedido pela British Phonographic Industry (BPI), uma organização que representa gravadoras e artistas no Reino Unido. O prêmio é apresentado no Brit Awards, uma celebração anual da música britânica e internacional. Os vencedores e indicados são determinados pela academia de votação do Brit Awards com mais de mil membros, que incluem gravadoras, editoras, gerentes, agentes, mídia e vencedores e indicados anteriores. Às vezes, os números de vendas também eram decididos, de modo que artistas internacionais também eram indicados. O único artista estrangeiro a ganhar o prêmio foi o cantor norte-americano Bruno Mars com Mark Ronson.

## Vencedores e indicados

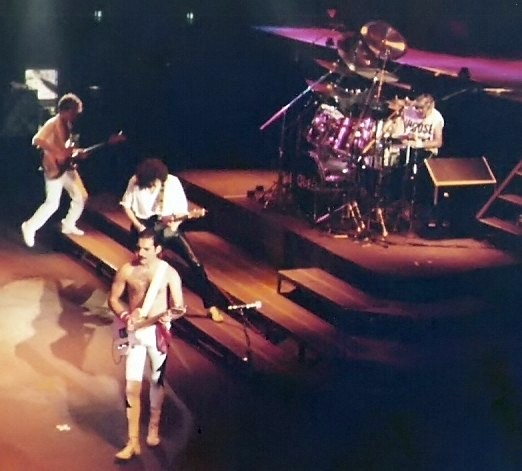
Queen, vencedor inaugural

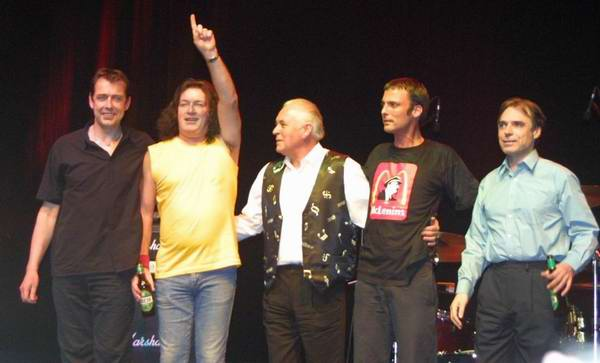
Procol Harum, vencedor inaugural

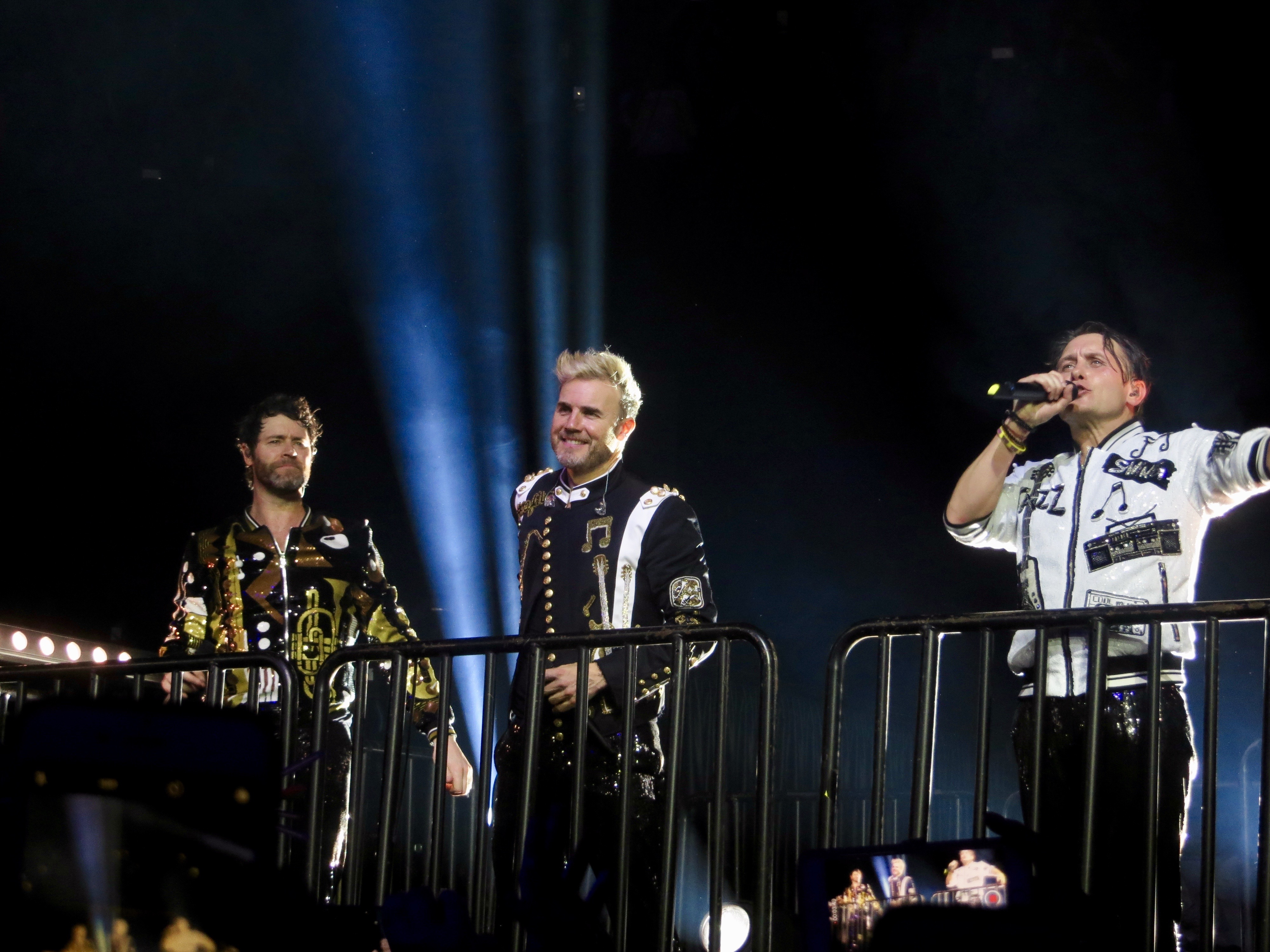
Take That venceu o prêmio cinco vezes

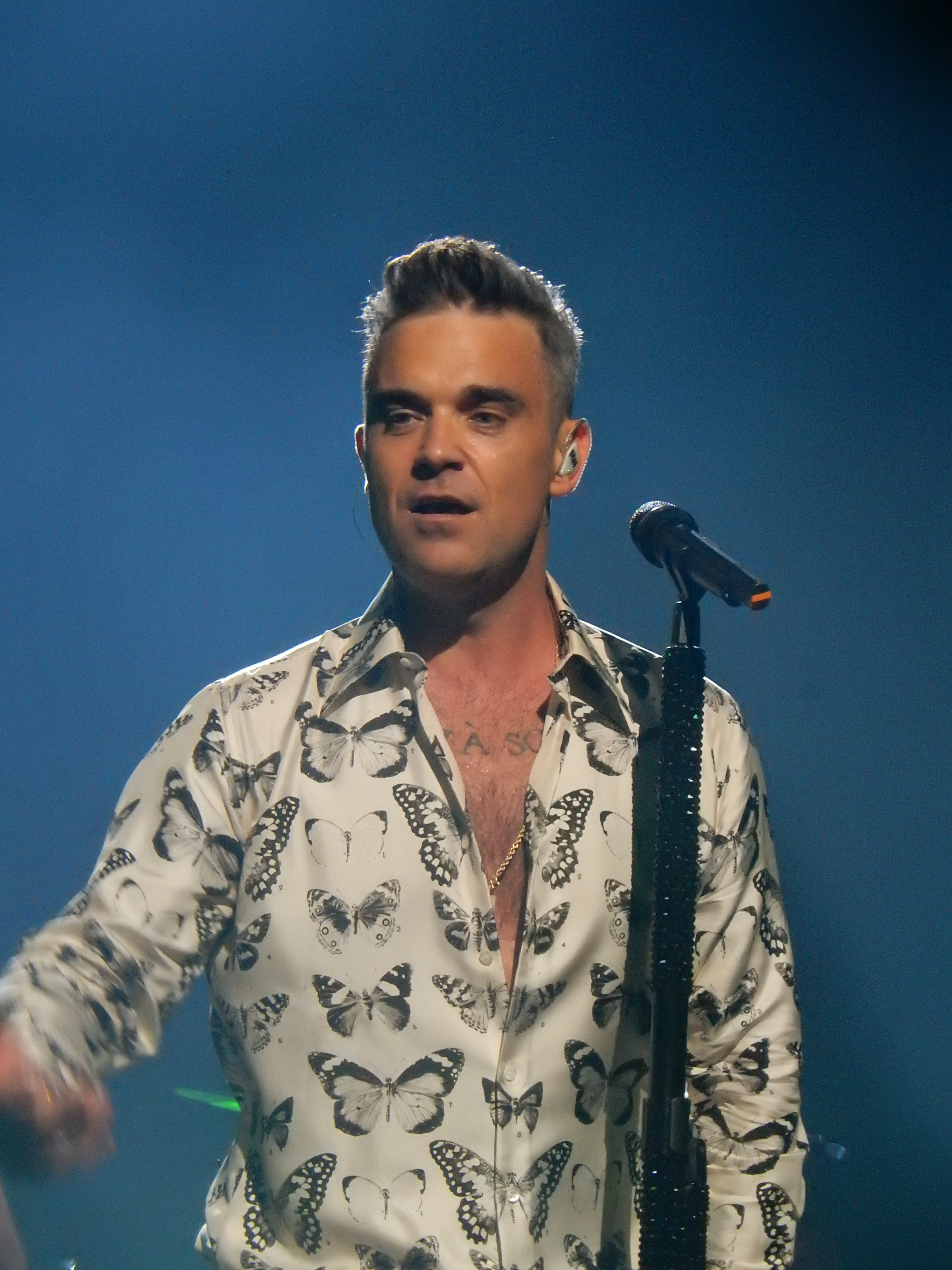
Robbie Williams foi o primeiro artista solo a ganhar o prêmio três vezes

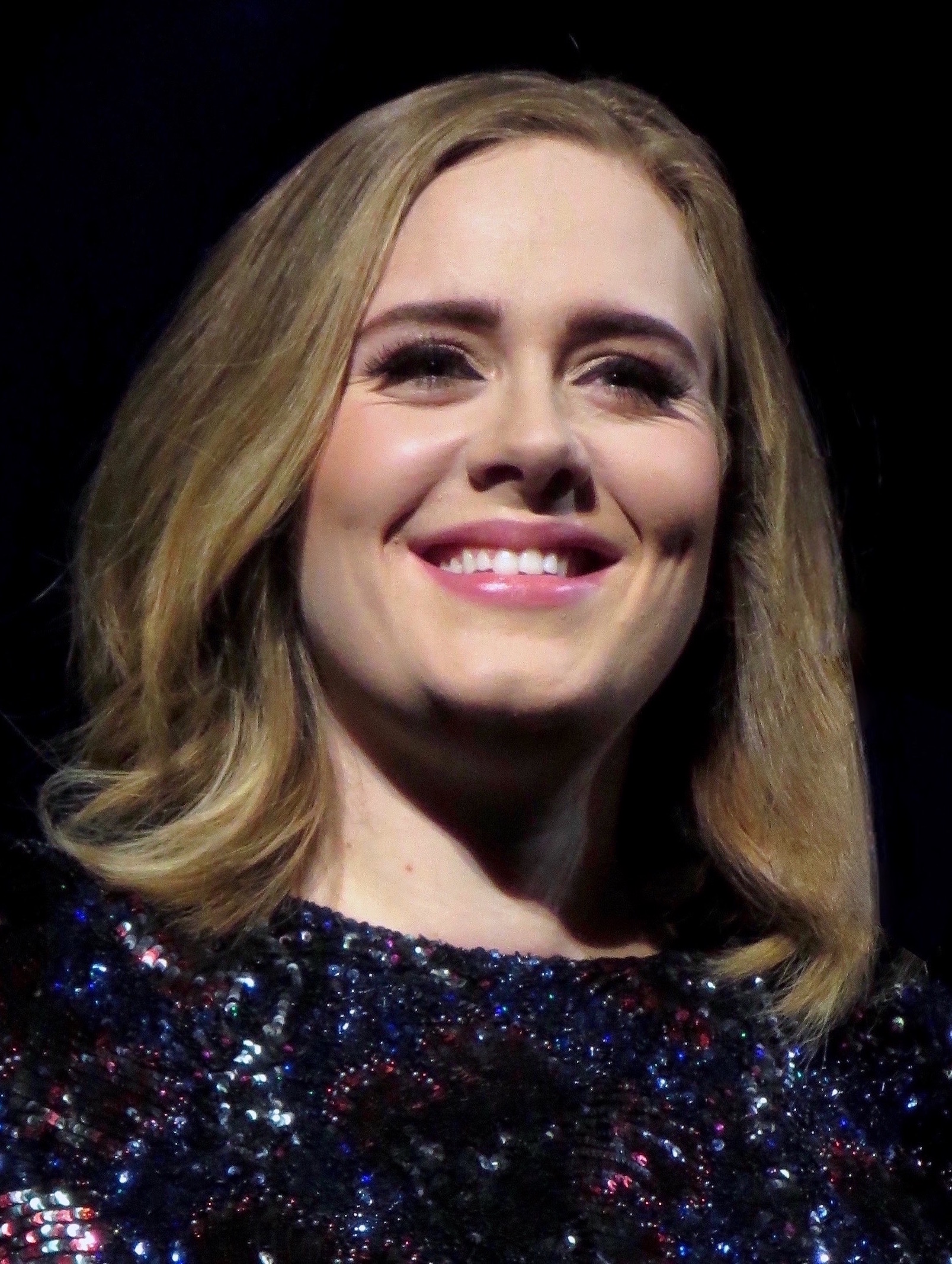
Adele é a primeira mulher a ganhar o prêmio três vezes

Legenda:
     Vencedor(a)

### Década de 1970
| Ano                      | Canção       | Artista(s) | Ref. |
| ------------------------ | ------------ | ---------- | ---- |
| 1977 (1.ª)               |              |            |      |
| "Bohemian Rhapsody"      | Queen        | [ 4 ]      |      |
| "A Whiter Shade of Pale" | Procol Harum | [ 4 ]      |      |
| "I'm Not in Love"        | 10cc         | [ 4 ]      |      |
| "She Loves You"          | The Beatles  | [ 4 ]      |      |

### Década de 1980
| Ano                                 | Canção                              | Artista(s) | Ref. |
| ----------------------------------- | ----------------------------------- | ---------- | ---- |
| 1982 (2.ª)                          |                                     |            |      |
| "Tainted Love"                      | Soft Cell                           | [ 5 ]      |      |
| "Prince Charming"                   | Adam and the Ants                   | [ 5 ]      |      |
| "Stand and Deliver"                 | Adam and the Ants                   | [ 5 ]      |      |
| 1983 (3.ª)                          |                                     | [ 5 ]      |      |
| "Come On Eileen"                    | Dexys Midnight Runners              | [ 6 ]      |      |
| "Eye of the Tiger"                  | Survivor                            | [ 6 ]      |      |
| "Fame"                              | Irene Cara                          | [ 6 ]      |      |
| 1984 (4.ª)                          |                                     | [ 6 ]      |      |
| "Karma Chameleon"                   | Culture Club                        | [ 6 ]      |      |
| 1985 (5.ª)                          |                                     |            |      |
| "Relax"                             | Frankie Goes to Hollywood           | [ 6 ]      |      |
| "Careless Whisper"                  | Wham!                               | [ 6 ]      |      |
| "Smalltown Boy"                     | Bronski Beat                        | [ 6 ]      |      |
| "Smooth Operator"                   | Sade                                | [ 6 ]      |      |
| "Two Tribes"                        | Frankie Goes to Hollywood           | [ 6 ]      |      |
| 1986 (6.ª)                          |                                     |            |      |
| "Everybody Wants to Rule the World" | Tears for Fears                     | [ 6 ]      |      |
| "19"                                | Paul Hardcastle                     | [ 6 ]      |      |
| "Dancing in the Street"             | David Bowie & Mick Jagger           | [ 6 ]      |      |
| "Money for Nothing"                 | Dire Straits                        | [ 6 ]      |      |
| "Running Up That Hill"              | Kate Bush                           | [ 6 ]      |      |
| 1987 (7.ª)                          |                                     |            |      |
| "West End Girls"                    | Pet Shop Boys                       | [ 6 ]      |      |
| "Don't Leave Me This Way"           | The Communards & Sarah Jane Morris  | [ 6 ]      |      |
| "Holding Back the Years"            | Simply Red                          | [ 6 ]      |      |
| "The Lady in Red"                   | Chris de Burgh                      | [ 6 ]      |      |
| "Sledgehammer"                      | Peter Gabriel                       | [ 6 ]      |      |
| 1988 (8.ª)                          |                                     |            |      |
| "Never Gonna Give You Up"           | Rick Astley                         | [ 6 ]      |      |
| "China in Your Hand"                | T'Pau                               | [ 6 ]      |      |
| "It's a Sin"                        | Pet Shop Boys                       | [ 6 ]      |      |
| "Love in the First Degree"          | Bananarama                          | [ 6 ]      |      |
| "Pump Up the Volume"                | MARRS                               | [ 6 ]      |      |
| 1989 (9.ª)                          |                                     |            |      |
| "Perfect"                           | Fairground Attraction               | [ 6 ]      |      |
| "Kiss"                              | Art of Noise com part. de Tom Jones | [ 6 ]      |      |
| "Real Gone Kid"                     | Deacon Blue                         | [ 6 ]      |      |
| "She Makes My Day"                  | Robert Palmer                       | [ 6 ]      |      |
| "Twist in My Sobriety"              | Tanita Tikaram                      | [ 6 ]      |      |

### Década de 1990
| Ano                                                                    | Canção                                                                               | Artista(s) | Ref. |
| ---------------------------------------------------------------------- | ------------------------------------------------------------------------------------ | ---------- | ---- |
| 1990 (10.ª)                                                            |                                                                                      |            |      |
| "Another Day in Paradise"                                              | Phil Collins                                                                         | [ 6 ]      |      |
| "All Around the World"                                                 | Lisa Stansfield                                                                      | [ 6 ]      |      |
| "Back to Life (However Do You Want Me)"                                | Soul II Soul com part. de Caron Wheeler                                              | [ 6 ]      |      |
| "Belfast Child"                                                        | Simple Minds                                                                         | [ 6 ]      |      |
| "Do They Know It's Christmas?"                                         | Band Aid II                                                                          | [ 6 ]      |      |
| "Ferry Cross the Mersey"                                               | The Christians, Holly Johnson, Paul McCartney, Gerry Marsden & Stock Aitken Waterman | [ 6 ]      |      |
| "Let's Party"                                                          | Jive Bunny and the Mastermixers                                                      | [ 6 ]      |      |
| "Sealed with a Kiss"                                                   | Jason Donovan                                                                        | [ 6 ]      |      |
| "Something's Gotten Hold of My Heart"                                  | Marc Almond com part. de Gene Pitney                                                 | [ 6 ]      |      |
| "Swing the Mood"                                                       | Jive Bunny and the Mastermixers                                                      | [ 6 ]      |      |
| "That's What I Like"                                                   | Jive Bunny and the Mastermixers                                                      | [ 6 ]      |      |
| "Too Many Broken Hearts"                                               | Jason Donovan                                                                        | [ 6 ]      |      |
| "You'll Never Stop Me Loving You"                                      | Sonia                                                                                | [ 6 ]      |      |
| 1991 (11.ª)                                                            |                                                                                      |            |      |
| "Enjoy the Silence"                                                    | Depeche Mode                                                                         | [ 6 ]      |      |
| 1992 (12.ª)                                                            |                                                                                      |            |      |
| "These Are The Days of Our Lives"                                      | Queen                                                                                | [ 6 ]      |      |
| "3 a.m. Eternal"                                                       | The KLF                                                                              | [ 6 ]      |      |
| "Any Dream Will Do"                                                    | Jason Donovan                                                                        | [ 6 ]      |      |
| "Bring Your Daughter... to the Slaughter"                              | Iron Maiden                                                                          | [ 6 ]      |      |
| "Dizzy"                                                                | Vic Reeves & The Wonder Stuff                                                        | [ 6 ]      |      |
| "The Stonk"                                                            | Gareth Hale & Norman Pace                                                            | [ 6 ]      |      |
| 1993 (13.ª)                                                            |                                                                                      |            |      |
| "Could It Be Magic"                                                    | Take That                                                                            | [ 6 ]      |      |
| "Goodnight Girl"                                                       | Wet Wet Wet                                                                          | [ 6 ]      |      |
| "It Only Takes a Minute"                                               | Take That                                                                            | [ 6 ]      |      |
| "A Million Love Songs"                                                 | Take That                                                                            | [ 6 ]      |      |
| "Stay"                                                                 | Shakespears Sister                                                                   | [ 6 ]      |      |
| 1994 (14.ª)                                                            |                                                                                      |            |      |
| "Pray"                                                                 | Take That                                                                            | [ 6 ]      |      |
| "Animal Nitrate"                                                       | Suede                                                                                | [ 6 ]      |      |
| "Creep"                                                                | Radiohead                                                                            | [ 6 ]      |      |
| "Don't Be a Stranger"                                                  | Dina Carroll                                                                         | [ 6 ]      |      |
| "Wild Wood"                                                            | Paul Weller                                                                          | [ 6 ]      |      |
| Eliminado                                                              |                                                                                      | [ 6 ]      |      |
| "Boom Shack-A-Lak"                                                     | Apache Indian                                                                        | [ 6 ]      |      |
| "Dreams"                                                               | Gabrielle                                                                            | [ 6 ]      |      |
| "Moving On Up"                                                         | M People                                                                             | [ 6 ]      |      |
| "Oh Carolina"                                                          | Shaggy                                                                               | [ 6 ]      |      |
| "Regret"                                                               | New Order                                                                            | [ 6 ]      |      |
| 1995 (15.ª)                                                            |                                                                                      |            |      |
| "Parklife"                                                             | Blur com part. de Phil Daniels                                                       | [ 6 ]      |      |
| "Girls & Boys"                                                         | Blur                                                                                 | [ 6 ]      |      |
| "Live Forever"                                                         | Oasis                                                                                | [ 6 ]      |      |
| "Love Is All Around"                                                   | Wet Wet Wet                                                                          | [ 6 ]      |      |
| "Stay Another Day"                                                     | East 17                                                                              | [ 6 ]      |      |
| Eliminado                                                              |                                                                                      | [ 6 ]      |      |
| "If I Only Knew"                                                       | Tom Jones                                                                            | [ 6 ]      |      |
| "Searching"                                                            | China Black                                                                          | [ 6 ]      |      |
| "Sweetness"                                                            | Michelle Gayle                                                                       | [ 6 ]      |      |
| "Texas Cowboys"                                                        | The Grid                                                                             | [ 6 ]      |      |
| "Things Can Only Get Better"                                           | D:Ream                                                                               | [ 6 ]      |      |
| 1996 (16.ª)                                                            |                                                                                      |            |      |
| "Back for Good"                                                        | Take That                                                                            | [ 6 ]      |      |
| "Common People"                                                        | Pulp                                                                                 | [ 6 ]      |      |
| "Country House"                                                        | Blur                                                                                 | [ 6 ]      |      |
| "Missing"                                                              | Everything but the Girl                                                              | [ 6 ]      |      |
| "Wonderwall"                                                           | Oasis                                                                                | [ 6 ]      |      |
| Eliminado                                                              |                                                                                      | [ 6 ]      |      |
| "Alright"                                                              | Supergrass                                                                           | [ 6 ]      |      |
| "Fairground"                                                           | Simply Red                                                                           | [ 6 ]      |      |
| "A Girl Like You"                                                      | Edwyn Collins                                                                        | [ 6 ]      |      |
| "No More "I Love You's""                                               | Annie Lennox                                                                         | [ 6 ]      |      |
| "Roll with It"                                                         | Oasis                                                                                | [ 6 ]      |      |
| 1997 (17.ª)                                                            |                                                                                      |            |      |
| "Wannabe"                                                              | Spice Girls                                                                          | [ 6 ]      |      |
| "Born Slippy"                                                          | Underworld                                                                           | [ 6 ]      |      |
| "A Design for Life"                                                    | Manic Street Preachers                                                               | [ 6 ]      |      |
| "Don't Look Back in Anger"                                             | Oasis                                                                                | [ 6 ]      |      |
| "Fastlove"                                                             | George Michael                                                                       | [ 6 ]      |      |
| "Firestarter"                                                          | The Prodigy                                                                          | [ 6 ]      |      |
| "Lifted"                                                               | Lighthouse Family                                                                    | [ 6 ]      |      |
| "Return of the Mack"                                                   | Mark Morrison                                                                        | [ 6 ]      |      |
| "Tattva"                                                               | Kula Shaker                                                                          | [ 6 ]      |      |
| "You're Gorgeous"                                                      | Babybird                                                                             | [ 6 ]      |      |
| 1998 (18.ª)                                                            |                                                                                      |            |      |
| "Never Ever"                                                           | All Saints                                                                           | [ 6 ]      |      |
| "Bitter Sweet Symphony"                                                | The Verve                                                                            | [ 6 ]      |      |
| "I Wanna Be the Only One"                                              | Eternal com part. de BeBe Winans                                                     | [ 6 ]      |      |
| "Old Before I Die"                                                     | Robbie Williams                                                                      | [ 6 ]      |      |
| "Paranoid Android"                                                     | Radiohead                                                                            | [ 6 ]      |      |
| "Say What You Want"                                                    | Texas                                                                                | [ 6 ]      |      |
| "Something About the Way You Look Tonight" / "Candle in the Wind 1997" | Elton John                                                                           | [ 6 ]      |      |
| "Song 2"                                                               | Blur                                                                                 | [ 6 ]      |      |
| "Tubthumping"                                                          | Chumbawamba                                                                          | [ 6 ]      |      |
| "You're Not Alone"                                                     | Olive                                                                                | [ 6 ]      |      |
| 1999 (19.ª)                                                            |                                                                                      |            |      |
| "Angels"                                                               | Robbie Williams                                                                      | [ 6 ]      |      |
| "Brimful of Asha"                                                      | Cornershop                                                                           | [ 6 ]      |      |
| "If You Tolerate This Your Children Will Be Next"                      | Manic Street Preachers                                                               | [ 6 ]      |      |
| "Life"                                                                 | Des'ree                                                                              | [ 6 ]      |      |
| "Millennium"                                                           | Robbie Williams                                                                      | [ 6 ]      |      |
| "Outside"                                                              | George Michael                                                                       | [ 6 ]      |      |
| "Perfect 10"                                                           | The Beautiful South                                                                  | [ 6 ]      |      |
| "Road Rage"                                                            | Catatonia                                                                            | [ 6 ]      |      |
| "The Rockafeller Skank"                                                | Fatboy Slim                                                                          | [ 6 ]      |      |
| "Teardrop"                                                             | Massive Attack                                                                       | [ 6 ]      |      |

### Década de 2000
| Ano                                                    | Canção                                            | Artista(s) | Ref. |
| ------------------------------------------------------ | ------------------------------------------------- | ---------- | ---- |
| 2000 (20.ª)                                            |                                                   |            |      |
| "She's the One"                                        | Robbie Williams                                   | [ 7 ]      |      |
| "Hey Boy Hey Girl"                                     | The Chemical Brothers                             | [ 7 ]      |      |
| "Moving"                                               | Supergrass                                        | [ 7 ]      |      |
| "Praise You"                                           | Fatboy Slim                                       | [ 7 ]      |      |
| "Red Alert"                                            | Basement Jaxx com part. de Blu James              | [ 7 ]      |      |
| "Sing It Back"                                         | Moloko                                            | [ 7 ]      |      |
| "Sweet like Chocolate"                                 | Shanks & Bigfoot                                  | [ 7 ]      |      |
| "Tender"                                               | Blur                                              | [ 7 ]      |      |
| "Why Does It Always Rain on Me?"                       | Travis                                            | [ 7 ]      |      |
| "You Stole the Sun from My Heart"                      | Manic Street Preachers                            | [ 7 ]      |      |
| 2001 (21.ª)                                            |                                                   | [ 7 ]      |      |
| "Rock DJ"                                              | Robbie Williams                                   | [ 8 ]      |      |
| "7 Days"                                               | Craig David                                       | [ 8 ]      |      |
| "Babylon"                                              | David Gray                                        | [ 8 ]      |      |
| "Dancing in the Moonlight"                             | Toploader                                         | [ 8 ]      |      |
| "Groovejet (If This Ain't Love)"                       | Spiller com part. de Sophie Ellis-Bextor          | [ 8 ]      |      |
| "It Feels So Good"                                     | Sonique                                           | [ 8 ]      |      |
| "Overload"                                             | Sugababes                                         | [ 8 ]      |      |
| "Pure Shores"                                          | All Saints                                        | [ 8 ]      |      |
| "The Time Is Now"                                      | Moloko                                            | [ 8 ]      |      |
| "Yellow"                                               | Coldplay                                          | [ 8 ]      |      |
| 2002 (22.ª)                                            |                                                   | [ 8 ]      |      |
| "Don't Stop Movin'"                                    | S Club 7                                          | [ 9 ]      |      |
| "21 Seconds"                                           | So Solid Crew                                     | [ 9 ]      |      |
| "Clint Eastwood"                                       | Gorillaz com part. de Del the Funky Homosapien    | [ 9 ]      |      |
| "Do You Really Like It?"                               | DJ Pied Piper and the Masters of Ceremonies       | [ 9 ]      |      |
| "Eternity/The Road to Mandalay"                        | Robbie Williams                                   | [ 9 ]      |      |
| "Gotta Get Thru This"                                  | Daniel Bedingfield                                | [ 9 ]      |      |
| "It's Raining Men"                                     | Geri Halliwell                                    | [ 9 ]      |      |
| "Mambo No. 5"                                          | Bob the Builder                                   | [ 9 ]      |      |
| "Pure and Simple"                                      | Hear'Say                                          | [ 9 ]      |      |
| "Whole Again"                                          | Atomic Kitten                                     | [ 9 ]      |      |
| 2003 (23.ª)                                            |                                                   | [ 9 ]      |      |
| "Just a Little"                                        | Liberty X                                         | [ 10 ]     |      |
| "Anyone of Us (Stupid Mistake)"                        | Gareth Gates                                      | [ 10 ]     |      |
| "Anything Is Possible"                                 | Will Young                                        | [ 10 ]     |      |
| "The Tide Is High"                                     | Atomic Kitten                                     | [ 10 ]     |      |
| "Unchained Melody"                                     | Gareth Gates                                      | [ 10 ]     |      |
| 2004 (24.ª)                                            |                                                   | [ 10 ]     |      |
| "White Flag"                                           | Dido                                              | [ 6 ]      |      |
| "Scandalous"                                           | Mis-Teeq                                          | [ 6 ]      |      |
| "Spirit in the Sky"                                    | Gareth Gates                                      | [ 6 ]      |      |
| "Superstar"                                            | Jamelia                                           | [ 6 ]      |      |
| "Sweet Dreams My LA Ex"                                | Rachel Stevens                                    | [ 6 ]      |      |
| 2005 (25.ª)                                            |                                                   | [ 6 ]      |      |
| "Your Game"                                            | Will Young                                        | [ 6 ]      |      |
| "Amazing"                                              | George Michael                                    | [ 6 ]      |      |
| "Do They Know It's Christmas?"                         | Band Aid 20                                       | [ 6 ]      |      |
| "Dry Your Eyes"                                        | The Streets                                       | [ 6 ]      |      |
| "Everybody's Changing"                                 | Keane                                             | [ 6 ]      |      |
| "In the Middle"                                        | Sugababes                                         | [ 6 ]      |      |
| "Lola's Theme"                                         | The Shapeshifters                                 | [ 6 ]      |      |
| "Take Me to the Clouds Above"                          | LMC vs. U2                                        | [ 6 ]      |      |
| "Thank You"                                            | Jamelia                                           | [ 6 ]      |      |
| "These Words"                                          | Natasha Bedingfield                               | [ 6 ]      |      |
| 2006 (26.ª)                                            |                                                   | [ 6 ]      |      |
| "Speed of Sound"                                       | Coldplay                                          | [ 6 ]      |      |
| "Is This the Way to Amarillo"                          | Tony Christie com part. de Peter Kay              | [ 6 ]      |      |
| "Push the Button"                                      | Sugababes                                         | [ 6 ]      |      |
| "That's My Goal"                                       | Shayne Ward                                       | [ 6 ]      |      |
| "You're Beautiful"                                     | James Blunt                                       | [ 6 ]      |      |
| 2007 (27.ª)                                            |                                                   | [ 6 ]      |      |
| "Patience"                                             | Take That                                         | [ 11 ]     |      |
| "All Time Love"                                        | Will Young                                        | [ 11 ]     |      |
| "America"                                              | Razorlight                                        | [ 11 ]     |      |
| "Chasing Cars"                                         | Snow Patrol                                       | [ 11 ]     |      |
| "Fill My Little World"                                 | The Feeling                                       | [ 11 ]     |      |
| Eliminado                                              |                                                   | [ 11 ]     |      |
| "I Wish I Was a Punk Rocker (With Flowers in My Hair)" | Sandi Thom                                        | [ 11 ]     |      |
| "A Moment Like This"                                   | Leona Lewis                                       | [ 11 ]     |      |
| "Put Your Records On"                                  | Corinne Bailey Rae                                | [ 11 ]     |      |
| "She Moves in Her Own Way"                             | The Kooks                                         | [ 11 ]     |      |
| "Smile"                                                | Lily Allen                                        | [ 11 ]     |      |
| 2008 (28.ª)                                            |                                                   |            |      |
| "Shine"                                                | Take That                                         | [ 12 ]     |      |
| "Bleeding Love"                                        | Leona Lewis                                       | [ 12 ]     |      |
| "Grace Kelly"                                          | Mika                                              | [ 12 ]     |      |
| "Valerie"                                              | Mark Ronson com part. de Amy Winehouse            | [ 12 ]     |      |
| "Worried About Ray"                                    | The Hoosiers                                      | [ 12 ]     |      |
| Eliminado                                              |                                                   | [ 12 ]     |      |
| "1973"                                                 | James Blunt                                       | [ 12 ]     |      |
| "About You Now"                                        | Sugababes                                         | [ 12 ]     |      |
| "Foundations"                                          | Kate Nash                                         | [ 12 ]     |      |
| "Real Girl"                                            | Mutya Buena                                       | [ 12 ]     |      |
| "Ruby"                                                 | Kaiser Chiefs                                     | [ 12 ]     |      |
| 2009 (29.ª)                                            |                                                   | [ 12 ]     |      |
| "The Promise"                                          | Girls Aloud                                       | [ 6 ]      |      |
| "Better in Time"                                       | Leona Lewis                                       | [ 6 ]      |      |
| "Heartbeat"                                            | Scouting for Girls                                | [ 6 ]      |      |
| "Mercy"                                                | Duffy                                             | [ 6 ]      |      |
| "Viva la Vida"                                         | Coldplay                                          | [ 6 ]      |      |
| Eliminado                                              |                                                   | [ 6 ]      |      |
| "American Boy"                                         | Estelle com part. de Kanye West                   | [ 6 ]      |      |
| "Chasing Pavements"                                    | Adele                                             | [ 6 ]      |      |
| "Dance wiv Me"                                         | Dizzee Rascal com part. de Calvin Harris & Chrome | [ 6 ]      |      |
| "Hallelujah"                                           | Alexandra Burke                                   | [ 6 ]      |      |
| "Hero"                                                 | The X Factor Finalists 2008                       | [ 6 ]      |      |

### Década de 2010
| Ano                                  | Canção                                                              | Artista(s) | Ref. |
| ------------------------------------ | ------------------------------------------------------------------- | ---------- | ---- |
| 2010 (30.ª)                          |                                                                     |            |      |
| "Beat Again"                         | JLS                                                                 | [ 13 ]     |      |
| "Bad Boys"                           | Alexandra Burke com part. de Flo Rida                               | [ 13 ]     |      |
| "Break Your Heart"                   | Taio Cruz                                                           | [ 13 ]     |      |
| "Breathe Slow"                       | Alesha Dixon                                                        | [ 13 ]     |      |
| "The Climb"                          | Joe McElderry                                                       | [ 13 ]     |      |
| "The Fear"                           | Lily Allen                                                          | [ 13 ]     |      |
| "Fight for This Love"                | Cheryl                                                              | [ 13 ]     |      |
| "In for the Kill"                    | La Roux                                                             | [ 13 ]     |      |
| "Mama Do (Uh Oh, Uh Oh)"             | Pixie Lott                                                          | [ 13 ]     |      |
| "Number 1"                           | Tinchy Stryder com part. de N-Dubz                                  | [ 13 ]     |      |
| 2011 (31.ª)                          |                                                                     | [ 13 ]     |      |
| "Pass Out"                           | Tinie Tempah com part. de Labrinth                                  | [ 14 ]     |      |
| "All Night Long"                     | Alexandra Burke com part. de Pitbull                                | [ 14 ]     |      |
| "All Time Low"                       | The Wanted                                                          | [ 14 ]     |      |
| "Dynamite"                           | Taio Cruz                                                           | [ 14 ]     |      |
| "Many of Horror"                     | Matt Cardle                                                         | [ 14 ]     |      |
| "Parachute"                          | Cheryl                                                              | [ 14 ]     |      |
| "Please Don't Let Me Go"             | Olly Murs                                                           | [ 14 ]     |      |
| "She Said"                           | Plan B                                                              | [ 14 ]     |      |
| "This Ain't a Love Song"             | Scouting for Girls                                                  | [ 14 ]     |      |
| "You Got the Love"                   | Florence and the Machine                                            | [ 14 ]     |      |
| 2012 (32.ª)                          |                                                                     | [ 14 ]     |      |
| "What Makes You Beautiful"           | One Direction                                                       | [ 15 ]     |      |
| "The A Team"                         | Ed Sheeran                                                          | [ 15 ]     |      |
| "All About Tonight"                  | Pixie Lott                                                          | [ 15 ]     |      |
| "Changed the Way You Kiss Me"        | Example                                                             | [ 15 ]     |      |
| "Glad You Came"                      | The Wanted                                                          | [ 15 ]     |      |
| "Heart Skips a Beat"                 | Olly Murs com part. de Rizzle Kicks                                 | [ 15 ]     |      |
| "Price Tag"                          | Jessie J com part. de B.o.B                                         | [ 15 ]     |      |
| "She Makes Me Wanna"                 | JLS com part. de Dev                                                | [ 15 ]     |      |
| "Someone like You"                   | Adele                                                               | [ 15 ]     |      |
| "Wherever You Are"                   | Military Wives com part. de Gareth Malone                           | [ 15 ]     |      |
| 2013 (33.ª)                          |                                                                     | [ 15 ]     |      |
| "Skyfall"                            | Adele                                                               | [ 16 ]     |      |
| "Beneath Your Beautiful"             | Labrinth com part. de Emeli Sandé                                   | [ 16 ]     |      |
| "Black Heart"                        | Stooshe                                                             | [ 16 ]     |      |
| "Candy"                              | Robbie Williams                                                     | [ 16 ]     |      |
| "Domino"                             | Jessie J                                                            | [ 16 ]     |      |
| "Feel the Love"                      | Rudimental com part. de John Newman                                 | [ 16 ]     |      |
| "Hot Right Now"                      | DJ Fresh com part. de Rita Ora                                      | [ 16 ]     |      |
| "Impossible"                         | James Arthur                                                        | [ 16 ]     |      |
| "Mama Do the Hump"                   | Rizzle Kicks                                                        | [ 16 ]     |      |
| "Next to Me"                         | Emeli Sandé                                                         | [ 16 ]     |      |
| "Princess of China"                  | Coldplay & Rihanna                                                  | [ 16 ]     |      |
| "R.I.P."                             | Rita Ora com part. de Tinie Tempah                                  | [ 16 ]     |      |
| "Spectrum (Say My Name)"             | Florence and the Machine                                            | [ 16 ]     |      |
| "Too Close"                          | Alex Clare                                                          | [ 16 ]     |      |
| "Troublemaker"                       | Olly Murs com part. de Flo Rida                                     | [ 16 ]     |      |
| 2014 (34.ª)                          |                                                                     | [ 16 ]     |      |
| "Waiting All Night"                  | Rudimental com part. de Ella Eyre                                   | [ 17 ]     |      |
| "Burn"                               | Ellie Goulding                                                      | [ 17 ]     |      |
| "Dear Darlin'"                       | Olly Murs                                                           | [ 17 ]     |      |
| "I Need Your Love"                   | Calvin Harris com part. de Ellie Goulding                           | [ 17 ]     |      |
| "La La La"                           | Naughty Boy com part. de Sam Smith                                  | [ 17 ]     |      |
| "Let Her Go"                         | Passenger                                                           | [ 17 ]     |      |
| "Love Me Again"                      | John Newman                                                         | [ 17 ]     |      |
| "One Way or Another (Teenage Kicks)" | One Direction                                                       | [ 17 ]     |      |
| "Pompeii"                            | Bastille                                                            | [ 17 ]     |      |
| "White Noise"                        | Disclosure com part. de AlunaGeorge                                 | [ 17 ]     |      |
| 2015 (35.ª)                          |                                                                     | [ 17 ]     |      |
| "Uptown Funk"                        | Mark Ronson com part. de Bruno Mars                                 | [ 18 ]     |      |
| "Budapest"                           | George Ezra                                                         | [ 18 ]     |      |
| "Ghost"                              | Ella Henderson                                                      | [ 18 ]     |      |
| "I Got U"                            | Duke Dumont com part. de Jax Jones                                  | [ 18 ]     |      |
| "My Love"                            | Route 94 com part. de Jess Glynne                                   | [ 18 ]     |      |
| "Nobody to Love"                     | Sigma                                                               | [ 18 ]     |      |
| "Rather Be"                          | Clean Bandit com part. de Jess Glynne                               | [ 18 ]     |      |
| "Stay with Me"                       | Sam Smith                                                           | [ 18 ]     |      |
| "Summer"                             | Calvin Harris                                                       | [ 18 ]     |      |
| "Thinking Out Loud"                  | Ed Sheeran                                                          | [ 18 ]     |      |
| 2016 (36.ª)                          |                                                                     | [ 18 ]     |      |
| "Hello"                              | Adele                                                               | [ 19 ]     |      |
| "Black Magic"                        | Little Mix                                                          | [ 19 ]     |      |
| "Bloodstream"                        | Ed Sheeran & Rudimental                                             | [ 19 ]     |      |
| "Hold Back the River"                | James Bay                                                           | [ 19 ]     |      |
| "Hold My Hand"                       | Jess Glynne                                                         | [ 19 ]     |      |
| "How Deep Is Your Love"              | Calvin Harris & Disciples                                           | [ 19 ]     |      |
| "King"                               | Years & Years                                                       | [ 19 ]     |      |
| "Love Me like You Do"                | Ellie Goulding                                                      | [ 19 ]     |      |
| "Up"                                 | Olly Murs com part. de Demi Lovato                                  | [ 19 ]     |      |
| "Wish You Were Mine"                 | Philip George                                                       | [ 19 ]     |      |
| 2017 (37.ª)                          |                                                                     | [ 19 ]     |      |
| "Shout Out to My Ex"                 | Little Mix                                                          | [ 20 ]     |      |
| "Dancing on My Own"                  | Calum Scott                                                         | [ 20 ]     |      |
| "Faded"                              | Alan Walker                                                         | [ 20 ]     |      |
| "Fast Car"                           | Jonas Blue com part. de Dakota                                      | [ 20 ]     |      |
| "Girls Like"                         | Tinie Tempah com part. de Zara Larsson                              | [ 20 ]     |      |
| "Hymn for the Weekend"               | Coldplay                                                            | [ 20 ]     |      |
| "Pillowtalk"                         | Zayn                                                                | [ 20 ]     |      |
| "Rockabye"                           | Clean Bandit com part. de Sean Paul & Anne-Marie                    | [ 20 ]     |      |
| "Say You Won't Let Go"               | James Arthur                                                        | [ 20 ]     |      |
| "This Is What You Came For"          | Calvin Harris com part. de Rihanna                                  | [ 20 ]     |      |
| 2018 (38.ª)                          |                                                                     | [ 20 ]     |      |
| "Human"                              | Rag'n'Bone Man                                                      | [ 21 ]     |      |
| "Did You See"                        | J Hus                                                               | [ 21 ]     |      |
| "Feels"                              | Calvin Harris com part. de Pharrell Williams, Katy Perry & Big Sean | [ 21 ]     |      |
| "Mama"                               | Jonas Blue com part. de William Singe                               | [ 21 ]     |      |
| "New Rules"                          | Dua Lipa                                                            | [ 21 ]     |      |
| "Shape of You"                       | Ed Sheeran                                                          | [ 21 ]     |      |
| "Strip That Down"                    | Liam Payne com part. de Quavo                                       | [ 21 ]     |      |
| "Symphony"                           | Clean Bandit com part. de Zara Larsson                              | [ 21 ]     |      |
| "Touch"                              | Little Mix                                                          | [ 21 ]     |      |
| "You Don't Know Me"                  | Jax Jones com part. de Raye                                         | [ 21 ]     |      |
| 2019 (39.ª)                          |                                                                     | [ 21 ]     |      |
| "One Kiss"                           | Calvin Harris & Dua Lipa                                            | [ 22 ]     |      |
| "2002"                               | Anne-Marie                                                          | [ 22 ]     |      |
| "Barking"                            | Ramz                                                                | [ 22 ]     |      |
| "I'll Be There"                      | Jess Glynne                                                         | [ 22 ]     |      |
| "IDGAF"                              | Dua Lipa                                                            | [ 22 ]     |      |
| "Leave a Light On"                   | Tom Walker                                                          | [ 22 ]     |      |
| "Lullaby"                            | Sigala & Paloma Faith                                               | [ 22 ]     |      |
| "Shotgun"                            | George Ezra                                                         | [ 22 ]     |      |
| "Solo"                               | Clean Bandit com part. de Demi Lovato                               | [ 22 ]     |      |
| "These Days"                         | Rudimental com part. de Jess Glynne, Macklemore & Dan Caplen        | [ 22 ]     |      |

### Década de 2020
| Ano                                      | Canção                                              | Artista(s)                                    | Ref.   |
| ---------------------------------------- | --------------------------------------------------- | --------------------------------------------- | ------ |
| 2020 (40.ª)                              |                                                     |                                               |        |
| "Someone You Loved"                      | Lewis Capaldi                                       | [ 23 ]                                        |        |
| "Dancing with a Stranger"                | Sam Smith & Normani                                 | [ 23 ]                                        |        |
| "Don't Call Me Up"                       | Mabel                                               | [ 23 ]                                        |        |
| "Giant"                                  | Calvin Harris & Rag'n'Bone Man                      | [ 23 ]                                        |        |
| "I Don't Care"                           | Ed Sheeran & Justin Bieber                          | [ 23 ]                                        |        |
| "Just You and I"                         | Tom Walker                                          | [ 23 ]                                        |        |
| "Ladbroke Grove"                         | AJ Tracey                                           | [ 23 ]                                        |        |
| "Location"                               | Dave com part. de Burna Boy                         | [ 23 ]                                        |        |
| "Nothing Breaks Like a Heart"            | Mark Ronson com part. de Miley Cyrus                | [ 23 ]                                        |        |
| "Vossi Bop"                              | Stormzy                                             | [ 23 ]                                        |        |
| 2021 (41.ª)                              |                                                     |                                               |        |
| "Watermelon Sugar"                       | Harry Styles                                        | [ 24 ]                                        |        |
| "Ain't It Different"                     | Headie One com part. de AJ Tracey & Stormzy         | [ 24 ]                                        |        |
| "Don't Need Love"                        | 220 Kid & Gracey                                    | [ 24 ]                                        |        |
| "Don't Rush"                             | Young T & Bugsey com part. de Headie One            | [ 24 ]                                        |        |
| "Head & Heart"                           | Joel Corry com part. de MNEK                        | [ 24 ]                                        |        |
| "Lighter"                                | Nathan Dawe com part. de KSI                        | [ 24 ]                                        |        |
| "Physical"                               | Dua Lipa                                            | [ 24 ]                                        |        |
| "Rain"                                   | Aitch & AJ Tracey com part. de Tay Keith            | [ 24 ]                                        |        |
| "Rover"                                  | S1mba com part. de DTG                              | [ 24 ]                                        |        |
| "Secrets"                                | Regard & Raye                                       | [ 24 ]                                        |        |
| 2022 (42.ª)                              |                                                     |                                               |        |
| "Easy on Me"                             | Adele                                               | [ 25 ]                                        |        |
| "Bad Habits"                             | Ed Sheeran                                          | [ 25 ]                                        |        |
| "Bed"                                    | Joel Corry, Raye & David Guetta                     | [ 25 ]                                        |        |
| "Body"                                   | Tion Wayne & Russ Millions                          | [ 25 ]                                        |        |
| "Clash"                                  | Dave com part. de Stormzy                           | [ 25 ]                                        |        |
| "Cold Heart"                             | Elton John & Dua Lipa                               | [ 25 ]                                        |        |
| "Don't Play"                             | Anne-Marie, KSI & Digital Farm Animals              | [ 25 ]                                        |        |
| "Friday"                                 | Riton & Nightcrawlers com part. de Mufasa & Hypeman | [ 25 ]                                        |        |
| "Heat Waves"                             | Glass Animals                                       | [ 25 ]                                        |        |
| "Holiday"                                | KSI                                                 | [ 25 ]                                        |        |
| "Latest Trends"                          | A1 x J1                                             | [ 25 ]                                        |        |
| "Little Bit of Love"                     | Tom Grennan                                         | [ 25 ]                                        |        |
| "Obsessed With You"                      | Central Cee                                         | [ 25 ]                                        |        |
| "Remember"                               | Becky Hill & David Guetta                           | [ 25 ]                                        |        |
| "Wellerman (220 Kid x Billen Ted remix)" | Nathan Evans, 220 Kid & Billen Ted                  | [ 25 ]                                        |        |
| 2023 (43.ª)                              |                                                     |                                               |        |
| "As It Was"                              | Harry Styles                                        | [ 26 ]                                        |        |
| "Baby"                                   | Aitch & Ashanti                                     | [ 26 ]                                        |        |
| "Go"                                     | Cat Burns                                           | [ 26 ]                                        |        |
| "Starlight"                              | Dave                                                | [ 26 ]                                        |        |
| "Merry Christmas"                        | Ed Sheeran & Elton John                             | [ 26 ]                                        |        |
| "B.O.T.A. (Baddest of Them All)"         | Eliza Rose & Interplanetary Criminal                | [ 26 ]                                        |        |
| "Green Green Grass"                      | George Ezra                                         | [ 26 ]                                        |        |
| "Forget Me"                              | Lewis Capaldi                                       | [ 26 ]                                        |        |
| "Afraid to Feel"                         | LF System                                           | [ 26 ]                                        |        |
| "Unholy"                                 | Sam Smith & Kim Petras                              | [ 26 ]                                        |        |
| 2024 (44.ª)                              | "Escapism"                                          | Raye com part. de 070 Shake                   | [ 27 ] |
| 2024 (44.ª)                              | "Miracle"                                           | Calvin Harris & Ellie Goulding                | [ 27 ] |
| 2024 (44.ª)                              | "Prada"                                             | Cassö, Raye & D-Block Europe                  | [ 27 ] |
| 2024 (44.ª)                              | "Let Go"                                            | Central Cee                                   | [ 27 ] |
| 2024 (44.ª)                              | "Sprinter"                                          | Dave & Central Cee                            | [ 27 ] |
| 2024 (44.ª)                              | "Dance the Night"                                   | Dua Lipa                                      | [ 27 ] |
| 2024 (44.ª)                              | "Eyes Closed"                                       | Ed Sheeran                                    | [ 27 ] |
| 2024 (44.ª)                              | "Who Told You"                                      | J Hus com part. de Drake                      | [ 27 ] |
| 2024 (44.ª)                              | "Strangers"                                         | Kenya Grace                                   | [ 27 ] |
| 2024 (44.ª)                              | "Wish You the Best"                                 | Lewis Capaldi                                 | [ 27 ] |
| 2024 (44.ª)                              | "Boy's a Liar"                                      | PinkPantheress                                | [ 27 ] |
| 2024 (44.ª)                              | "Dancing is Healing                                 | Rudimental, Charlotte Plank & Vibe Chemistry  | [ 27 ] |
| 2024 (44.ª)                              | "Firebabe"                                          | Stormzy com part. de Debbie                   | [ 27 ] |
| 2024 (44.ª)                              | "React"                                             | Switch Disco & Ella Henderson                 | [ 27 ] |
| 2024 (44.ª)                              | "Messy in Heaven"                                   | Venbee & Goddard.                             | [ 27 ] |
| 2025 (45.ª)                              | "Guess"                                             | Charli xcx com part. de Billie Eilish         | [ 28 ] |
| 2025 (45.ª)                              | "I Like the Way You Kiss Me"                        | Artemas                                       | [ 28 ] |
| 2025 (45.ª)                              | "Now and Then"                                      | The Beatles                                   | [ 28 ] |
| 2025 (45.ª)                              | "Kisses"                                            | Bl3ss com Camrin Watsin com part. de Bbyclose | [ 28 ] |
| 2025 (45.ª)                              | "Band4Band"                                         | Central Cee com part. de Lil Baby             | [ 28 ] |
| 2025 (45.ª)                              | "Backbone"                                          | Chase & Status com part. de Stormzy           | [ 28 ] |
| 2025 (45.ª)                              | "Feelslikeimfallinginlove"                          | Coldplay                                      | [ 28 ] |
| 2025 (45.ª)                              | "Training Season"                                   | Dua Lipa                                      | [ 28 ] |
| 2025 (45.ª)                              | "Alibi"                                             | Ella Henderson com part. de Rudimental        | [ 28 ] |
| 2025 (45.ª)                              | "Angel of My Dreams"                                | Jade Thirlwall                                | [ 28 ] |
| 2025 (45.ª)                              | "Kehlani"                                           | Jordan Adetunji                               | [ 28 ] |
| 2025 (45.ª)                              | "Thick of It"                                       | KSI com part. de Trippie Redd                 | [ 28 ] |
| 2025 (45.ª)                              | "Stargazing"                                        | Myles Smith                                   | [ 28 ] |
| 2025 (45.ª)                              | "You're Christmas to Me"                            | Sam Ryder                                     | [ 28 ] |
| 2025 (45.ª)                              | "Somedays"                                          | Sonny Fodera com Jazzy and D.O.D.             | [ 28 ] |